# دستورالملوک

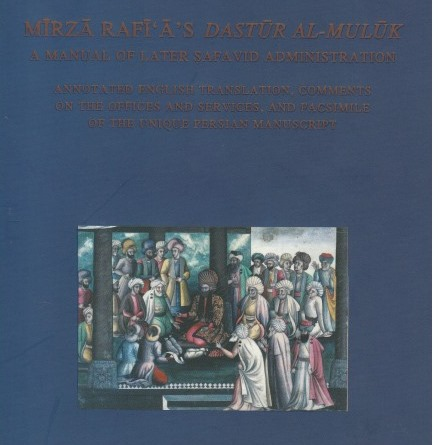
دستور الملوک میرزا رفیعا

دستور الملوک تنها کتاب دست‌نویس بجا مانده با موضوع اداری از زمان صفویه در اوایل قرن هجدهم میلادی است که وسیله‌ای ارزشمند برای شناخت ایران می‌باشد. نسخه خطی آن در دهه ۶۰ میلادی توسط محقق ایرانی محمد تقی دانش‌پژوه گرد آوری شد.
در دهه ۹۰ میلادی ترجمه روسی آن توسط دکتر ویل دانوف در تاشکند، ازبکستان رونمایی شد. شرح کلی کتاب به ترجمه انگلیسی (ISBN 983-9379-26-7) به همراه رونوشت کتاب برای نخستین بار در سال ۲۰۰۲ توسط محقق آلمانی کریستف مارشینوفسکی برای ارائه شد. ترجمه فارسی تحقیقات مارشینوفسکی در سال ۱۳۸۵(ه. ج) ۲۰۰۶ میلادی توسط علی کردآبادی و منصور صفت گل در مرکز اسناد و تاریخ دیپلماسی تهران ارائه شد. متعاقباً محقق ایرانی، ایرج افشار بخش‌های دیگری از کتاب را یافت و باقی متن را انتشار داد. این بخش هم توسط دکتر مارشیتوفسکی به انگلیسی ترجمه و در نشریه انجمن شرق‌شناسی برلین مورد بررسی قرار گرفت.
محمدتقی دانش‌پژوه در سال ۱۳۴۷ تصحیحی از این کتاب را در مجله دانشکده ادبیات و علوم انسانی دانشگاه تهران ارایه و منتشر نمود. در ۱۹۹۸م محمداسماعیل مارچینکوفسکی، از مرکز بین‌المللی اندیشه و تمدن اسلامی مالزی (ایستاک)، در رساله دکتری خود به ترجمه و توضیح این کتاب پرداخت. در سال ۱۳۸۵ به کوشش اداره کل اسناد و تاریخ دیپلماسی  وزارت امور خارجه ایران، ترجمه‌ای فارسی از اثر مارچینکوفسکی به دست علی کردآبادی، همراه با مقدمه و توضیحات منصور صفت‌گل منتشر گردید. همچنین نسخه‌ای از دستورالملوک بر اساس نسخه حیدرآباد هند، توسط مؤسسه مطالعات زبانها و فرهنگهای آسیا و آفریقا به سال ۱۳۹۷ و در توکیو منتشر شده است.